# Ignacy Przybyszewski
Ignacy Przybyszewski herbu Grzymała (ur. 1755 k. Krzemieńca na Wołyniu, zm. po 1810) – oficer wojska I Rzeczypospolitej oraz generał-lejtnant w służbie rosyjskiej. Uczestnik wojny polsko–rosyjskiej 1792 r., II i III koalicji antyfrancuskiej. Odznaczony Krzyżem Kawalerskim Orderu Virtuti Militari.

## Życiorys

### I Rzeczpospolita
Ignacy Przybyszewski urodził się w 1755 r. niedaleko Krzemieńca na Wołyniu w rodzinie Jakuba, łowczego i pisarza ziemskiego krzemienieckiego, i Wiktorii z Małachowskich. W 1771 r. wszedł do służby w armii koronnej, pełniąc obowiązki w regimencie pieszym grenadierów pod dowództwem Marcina Lubomirskiego, potem Józefa Wittego, po czym, gdy jego oddział w 1792 r. został przemianowany na 11. regiment pieszy koronny, podlegał Augustowi Ilińskiemu. W toku sprawowania obowiązków żołnierskich otrzymał kolejne awanse: na kapitana (10 V 1776 r.), majora (14 VI 1782 r.) i podpułkownika (23 VII 1790 r.). Wziął udział w wojnie polsko–rosyjskiej 1792 r., przewodząc rodzimym pułkiem w zastępstwie pułkownika Maksymiliana Sierakowskiego. Uczestniczył w bitwie pod Zieleńcami (17 czerwca), następnie sprawował dowództwo nad piechotą polską w czasie obrony Ostroga (25 czerwca). Utrzymał swoją pozycję w obliczu wojsk rosyjskich do chwili nadejścia polecenia odwrotu. W czasie wycofywania się armii polskiej osłaniał linię Bugu na wysokości Opalina (14 – 18 lipca). Zgodnie z rozkazem 19 lipca wymaszerował do Chełma. Został odznaczony Krzyżem Kawalerskim Orderu Virtuti Militari. Nie uzyskawszy dymisji po zakończeniu wojny, powrócił z wojskiem do Kamieńca Podolskiego (w tym miejscu stacjonował jego oddział). Gdy 2 maja 1793 r. twierdzę zdobyli Rosjanie, regiment Przybyszewskiego stał się częścią wojsk rosyjskich i został przemianowany na mohylewski pułk muszkieterów.

### II koalicja antyfrancuska
Zadeklarował wierność Katarzynie II i wstąpił w szeregi armii rosyjskiej w stopniu pułkownika w oparciu o decyzję Kolegium Wojennego z 6 (17) maja 1793 r. W czasie insurekcji kościuszkowskiej nie powrócił do walki o sprawę polską. 15 (26) września 1797 r. objął stanowisko szefa kurskiego pułku muszkieterów stacjonującego w Wysokiem Litewskiem. W 1799 r. walczył w II koalicji antyfrancuskiej w korpusie pod dowództwem generała Aleksandra Rimskiego-Korsakowa. 4 (15) czerwca tr. otrzymał awans na generała-lejtnanta. Drugiego dnia bitwy pod Zurychem oddział Przybyszewskiego miał za zadanie utrzymać pozycje na wzgórzu Zürichberg, jednak Francuzi zmusili go do wycofania się, jak również przejęli jego sztandar. Na początku 1794 r. Przybyszewski wrócił do Rosji.

### III koalicja antyfrancuska i degradacja
Uczestniczył w III koalicji antyfrancuskiej jako dowódca kolumny składającej się z sześciu pułków piechoty w 2. korpusie (tzw. armia wołyńska) generała Friedricha Wilhelma von Buxhoevedena. Szła ona przez Ołomuniec w stronę Austerlitz. Na początku bitwy kolumna powierzona Przybyszewskiemu opanowała wieś Sokolnice łącznie z zamkiem zgodnie z założeniami planu, w którym lewe skrzydło wojsk rosyjskich miało okrążyć Francuzów od południa. Plan ten nie powiódł się, ponieważ udaremniły go korpusy marszałków Soulta i Davouta. Przybyszewski został pochwycony, a następnie wywieziony do Francji. Podczas pobytu w Lunéville wysłał Aleksandrowi I raport, w którym przedstawił mu swoje poczynania pod Austerlitz. Wyjaśnienia nie złagodziły stanowiska cara, co do winy polskiego generała. Wkrótce stanął przed sądem wojennym. Audytoriat generalny armii oczyścił go zarzutów, pomimo tego departamenty wojenny i cywilny Rady Państwa obarczyły go winą niewykonania otrzymanych poleceń w trakcie bitwy pod Austerlitz. Wobec Przybyszewskiego zastosowano karę miesięcznej służby w stopniu szeregowego żołnierza, a następnie usunięcia z armii. Aleksander I zaaprobował ten wyrok ukazem z 25 listopada (7 XII) 1810 r. Jego dalsze losy są nieznane.

### Życie prywatne
Ożenił się z Zofią z Serafinowskich. Ich synem był Klemens (ur. 1791), który pracował jako aktuariusz ekonomiczny w powiecie pułtuskim oraz rachmistrz w sekcji dóbr i lasów Wydziału Skarbowego Rządu Gubernialnego Płockiego.

## Wojna i pokój
Lew Tołstoj wspomniał Ignacego Przybyszewskiego we fragmencie powieści Wojna i pokój, odnoszącym się do klęski pod Austerlitz.